# Nužno zlo
Nužno zlo je zlo za koje neko veruje da se mora učiniti ili prihvatiti jer je neophodno da se postigne bolji ishod – posebno zato što se očekuje da će mogući alternativni pravci delovanja ili neaktivnosti biti gori. To je „manje zlo“ po principu manjeg od dva zla, koji tvrdi da je s obzirom na dva loša izbora, onaj koji je manje loš je bolji izbor.

## Istorija
Oksfordski rečnik porekla reči tvrdi da „ideja o neophodnom zlu seže u grčki“, opisujući prvo neophodno zlo kao brak, i dalje navodeći da „Prvi primer na engleskom, iz 1547, odnosi se na ženu“. Tomas Fuler, u svom delu iz 1642, Sveta država i profana država, napravio je još jednu od najranijih zabeleženih upotreba ove fraze kada je opisao dvorsku šalu kao nešto što „...neki smatraju neophodnim zlom na sudu“. U Zdravom razumu, Tomas Pejn je opisao vladu kao „neophodno zlo“.
Zlo kao pojam definisano je činjenicom učinjenih radnji, koje se smatraju suprotnim moralu, drugim rečima, grešnim, a izvršenje bilo kog dela od strane pojedinca, definišuća vrednost dela, jeste učinjena šteta (u arhaičnom smislu, ovo ukazuje na radnje koje izazivaju odbojnost ili nelagodu), dodatno, čin je klasifikovan kao duboko nemoralan.

## Spoljašnje veze
- dictionary definition Cambridge Dictionary Accessed February 11, 2018